# Фалилеево (Бокситогорский район)
Фалилеево — деревня в Самойловском сельском поселении Бокситогорского района Ленинградской области.

## История
В 1653—1667 годах в деревне Фалилеево была построена деревянная церковь во имя Святого пророка Илии.
Деревня Фалилеево (Филилеево) упоминается в переписи 1710 года в Никольском «на Волоку Кославле» погосте Заонежской половины Обонежской пятины.

ФАЛИЛЕЕВО — деревня Фалилеевского общества, прихода Волокославского погоста.

Крестьянских дворов — 40. Строений — 90, в том числе жилых — 48. Жители занимаются рубкой, возкой и сплавом дров.

Число жителей по семейным спискам 1879 г.: 94 м. п., 97 ж. п.; по приходским сведениям 1879 г.: 94 м. п., 87 ж. п.

В конце XIX — начале XX века деревня административно относилась к Анисимовской волости 5-го земского участка 3-го стана Тихвинского уезда Новгородской губернии.

ФАЛИЛЕЕВО — деревня Фалилеевского общества, число дворов — 49, число домов — 62, число жителей: 118 м. п., 101 ж. п.; Занятия жителей: земледелие, лесные промыслы. Река Чагодоща. Церковно-приходская школа, часовня, хлебозапасный магазин. Смежна с дер. Михайлово. (1910 год)

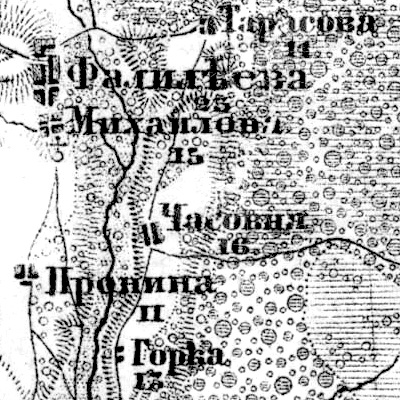
Деревня Фалилеево на карте 1917 года

Согласно военно-топографической карте Новгородской губернии издания 1917 года, деревня называлась Фалилеева и насчитывала 25 крестьянских дворов.
С 1917 по 1918 год деревня входила в состав Анисимовской волости Тихвинского уезда Новгородской губернии.
С 1918 года, в составе Череповецкой губернии.
С 1927 года, в составе Михайловского сельсовета Пикалёвского района.
В 1928 году население деревни составляло 244 человека.
С 1932 года, в составе Ефимовского района.
По данным 1933 года деревня Фалилеево являлась административным центром Михайловского сельсовета Ефимовского района, в который входили 9 населённых пунктов: деревни Княжья Горка, Копань, Михайлово, Пестово, Прокино, Тарасово, Фалилеево, Часовня, и хутор Акатьево, общей численностью населения 1202 человека.
В 1946 году была разрушена церковь во имя Святого пророка Илии.
С 1952 года, в составе Бокситогорского района.
С 1954 года, в составе Анисимовского сельсовета.
С 1963 года, вновь в составе Ефимовского района.
С 1965 года вновь в составе Бокситогорского района. В 1965 году население деревни составляло 67 человек.
По данным 1966, 1973 и 1990 годов деревня Фалилеево также входила в состав Анисимовского сельсовета.
В 1997 году в деревне Фалилеево Анисимовской волости проживали 23 человека, в 2002 году — 17 человек (русские — 94 %).
В 2007 году в деревне Фалилеево Анисимовского СП проживали 11 человек, в 2010 году — 8.
В 2014 году Анисимовское сельское поселение вошло в состав Самойловского сельского поселения Бокситогорского района.

## География
Деревня расположена в юго-западной части района на автодороге 41К-034 (Пикалёво — Колбеки).
Расстояние до деревни Анисимово — 5 км.
Расстояние до ближайшей железнодорожной станции Пикалёво — 18 км. 
Деревня находится на правом берегу реки Чагода.

## Демография
| 1997 | 2002 | 2007 | 2010 | 2017 |
| ---- | ---- | ---- | ---- | ---- |
| 23   | ↘17  | ↘11  | ↘8   | ↘7   |